# Base aerea di Nancy-Ochey
La base aerea di Nancy-Ochey (in francese base aérienne 133 Nancy-Ochey) (IATA: nessuno, ICAO: LFSO) è una base aerea dell'Armée de l'air di prima linea situata a circa 11 km a ovest-sud-ovest di Neuves-Maisons nel dipartimento di Meurthe e Mosella in Francia.

## Storia

### Prima guerra mondiale, periodo tra le due guerre ed uso francese nella seconda guerra mondiale
L'aeroporto di Ochey era di particolare importanza per le operazioni aeree durante le ultime fasi della prima guerra mondiale. Dal 1917 in poi, il No. 41 Wing RAF del Royal Flying Corps fece volare un numero considerevole di sortite contro obiettivi strategici nella Germania sud-occidentale. Veniva utilizzato anche dal No. 3 Wing del Royal Naval Air Service.
Il 15 febbraio 1918 arriva la 14ª Squadriglia del Regio Esercito che rimane fino al 10 giugno, il 19 febbraio arrivano la 3ª Squadriglia ed il XVIII Gruppo (poi 18º Gruppo caccia) che rimangono fino al 2 aprile successivo entrando nell'Escadre 11 con i Groupes de Bombardament 1, 2 e 7 francesi ed inquadrato nel Comando aeronautico gruppo armate dell'Est ed il 28 febbraio arriva la 15ª Squadriglia da bombardamento Caproni che rimane fino al 2 aprile.
La base aerea di Nancy era un avamposto dell'Armée de l'air prima della seconda guerra mondiale.
Nel maggio del 1940 servì come quartier generale per la Zone D'Opérations Aériennes Est (ZOAE) ovvero l'Area delle operazioni aeree - Est. Gli aerei assegnati erano:
- 1 caccia Curtiss P-36 Hawk monomotore;
- 10 Potez 630 caccia pesanti bimotore.

### Uso tedesco durante la seconda guerra mondiale
La base fu conquistata dai tedeschi nel giugno 1940 durante la campagna di Francia. La Luftwaffe (Wehrmacht), tuttavia, non schierò alcun aereo sull'aerodromo fino all'aprile 1943, quando un'unità di alianti, la Luftlandegeschwader 2 (LLG 2), equipaggiata con i bombardieri medi Heinkel He 111 utilizzati per trainare gli alianti da trasporto Gotha Go 242. LLG 2 è stato spostato a giugno, sostituito dal Luftlandegeschwader 1 (LLG 1) nel settembre 1943, equipaggiato con gli alianti Dornier Do 17/DFS 230. Le unità di alianti rimasero fino all'agosto del 1944.
Nella primavera del 1944, a seguito del fatto che la Luftwaffe stava andando su una base difensiva come parte della campagna "Difesa del Reich", la Jagdgeschwader 26 (JG 26) si trasferì a Nancy, equipaggiata con i caccia intercettori Messerschmitt Bf 109G per attaccare i bombardieri pesanti dell'American Eighth Air Force che attaccavano obiettivi nell'Europa occupata ed in Germania.
Gli intercettori rimasero fino al giugno del 1944, quando furono spostati e sostituiti dalla Kampfgeschwader 53 (KG 53), unità da bombardamento che fu spostata dal Fronte Orientale, che volava sugli Heinkel He 111; l'unità usò i bombardieri per lanciare in aria la bomba volante V1 (Fieseler Fi 103). L'Heinkel trasportava il V-1 in volo e lo lanciava, annullando la necessità di una lunga rampa di lancio per l'arma.
La KG 53 rimase a Nancy fino a settembre, quando la Luftwaffe fu sostituita nella base dalla Third United States Army che si stava spostando a est verso la Saarland.

### Uso alleato
La base aerea di Nancy fu liberata dalle forze di terra alleate il 20 agosto 1944 durante la Campagna della Francia del Nord. Quasi immediatamente, l'USAAF IX Engineering Command 826th Engineer Aviation Battalions iniziò a ripulire l'aeroporto dalle mine e distrusse gli aerei della Luftwaffe, riparando le strutture operative per gli aerei americani. Successivamente, è diventato un campo di volo della Ninth Air Force USAAF, designato come Advanced Landing Ground "A-96" Toul/Ochey Airfield il 29 agosto.
Sotto il controllo americano, Toul/Ochey fu consegnato alla Ninth Air Force ed il 50th Fighter Group entrò nell'aerodromo riparato il 3 novembre con tre squadroni di P-47 Thunderbolt, impegnati in missioni di caccia dal campo fino a spostarsi verso est in Germania nell'aprile 1945.
Inoltre, nel marzo e nell'aprile 1945, il 27th Fighter Group del Twelfth Air Force utilizzava i P-47 dall'aerodromo. Un'altra unità della Twelfth Air Force, la 415th Night Fighter Squadron operò sui Bristol Beaufighter dall'aerodromo tra il novembre 1944 ed il marzo 1945, impegnata in missioni d'intercettazione notturna contro gli aerei della Luftwaffe.
Con la fine della guerra in Europa, nel maggio del 1945, l'aeroporto divenne un punto di raccolta centrale per gli aerei tedeschi catturati come parte dell'operazione Lusty. Vari velivoli della Luftwaffe, sia a pistone che a propulsione a propulsione, furono trasportati ad Ochey per essere immagazzinati prima di essere trasportati negli aeroporti vicino a Cherbourg-Octeville dove furono caricati su navi ed inviati negli Stati Uniti. Dopo che l'operazione Lusty cominciò a terminare nell'autunno del 1945, gli americani iniziarono a ritirare i loro aerei ed il personale. Il controllo dell'aeroporto è stato consegnato alle autorità francesi il 5 novembre.

### Guerra fredda
Durante i primi anni della Guerra fredda, il governo francese assegnò l'aerodromo di Ochey alla United States Air Force come base operativa per la dispersione della NATO per i suoi aerei da caccia di stanza in Francia negli anni '50 e '60.

### Uso postbellico e moderno
Nel controllo francese dopo la guerra, la base aerea di Nancy-Ochey fu completamente ricostruita. La pista di cemento in tempo di guerra est-ovest (07/25), gravemente danneggiata dalla guerra, è stata rimossa ed una moderna pista è stata posata in direzione 01/19. Inoltre, sono stati disposti tre sistemi di margueriti circolari di tribune che potrebbero essere reimpostate in seguito con terra per una maggiore protezione, due sul lato nord della pista e uno sul lato sud. Ogni margueriete consisteva di quindici a diciotto palchi rigidi intorno a un grande hangar centrale, con ogni supporto per uno o due aerei e permetteva di distanziare gli aerei di circa 46 m. Ogni squadrone è stato assegnato ad un complesso separato hangar/hardstand.
Oggi, la base aerea di Nancy è un avamposto francese di prima linea, ben equipaggiato, con velivoli all'avanguardia dove sono di stanza 3 squadroni di caccia multiruolo Dassault Mirage 2000D (60 aerei).